# 吕特尔
吕特尔（法語：Lhuître，法語發音：[lɥitʁ]）是法国奥布省的一个市镇，属于特鲁瓦区。

## 地理
吕特尔（48°34'14"N, 4°14'59"E）面积35.82 平方千米，位于法国大東部大區奥布省，该省份为法国中北部省份，北起马恩省，西接塞纳-马恩省，西南至约讷省，东南至科多尔省，东临上马恩省。
与吕特尔接壤的市镇（或旧市镇、城区）包括：勒谢讷、当皮埃尔、多农、格朗维尔、伊勒欧比尼、维内特、圣旺-栋普罗。

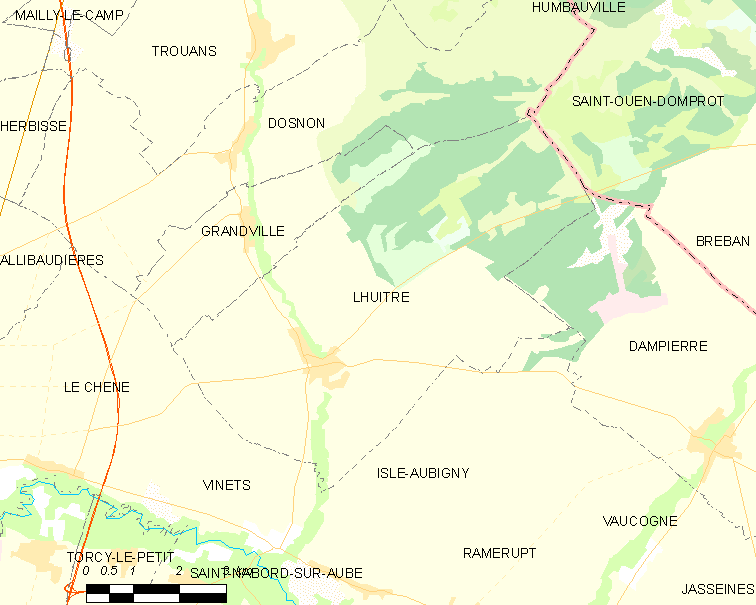
吕特尔的OSM定位图

吕特尔的时区为UTC+01:00、UTC+02:00（夏令时）。

## 行政
吕特尔的邮政编码为10700，INSEE市镇编码为10195。

## 政治
吕特尔所属的省级选区为奥布河畔阿尔西县。

## 人口

1962-2008年间吕特尔人口变化图示

吕特尔于2022年1月1日时的人口数量为271人。